# Hinojales
Hinojales es un municipio español de la provincia de Huelva, en la comunidad autónoma de Andalucía. El municipio cuenta con una población de 325 habitantes (INE 2024). Su extensión superficial es de 26,75 km². Se encuentra situado a una altitud de 621 metros y a 140 kilómetros de la capital de provincia, Huelva.

## Demografía
Hinojales cuenta con una población de 325 habitantes (INE 2024).
| Gráfica de evolución demográfica de Hinojales entre 1842 y 2021                                                     |
| |
| Población de derecho según los censos de población del INE Población de hecho según los censos de población del INE |

| 441                       | 440 | 438 | 432 | 417 | 402 | 400 | 392 | 381 | 370 | 335 |
| (Fuente: INE [Consultar]) |     |     |     |     |     |     |     |     |     |     |

## Economía

### Evolución de la deuda viva municipal
| Gráfica de evolución de Deuda viva del Ayuntamiento de Hinojales entre 2008 y 2021                                |
| |
| Deuda viva del Ayuntamiento de Hinojales en miles de Euros según datos del Ministerio de Hacienda y Ad. Públicas. |

## Historia
En el siglo XIII, Sancho II de Portugal conquistó parte de los pueblos pertenecientes a la zona occidental de la sierra. Posteriormente el papa Inocencio IV otorgó la soberanía a Castilla de las tierras al oeste del Guadiana. Esto provocó la retirada de los lusos, pasando Hinojales y otros municipios a formar parte de reino de Sevilla.

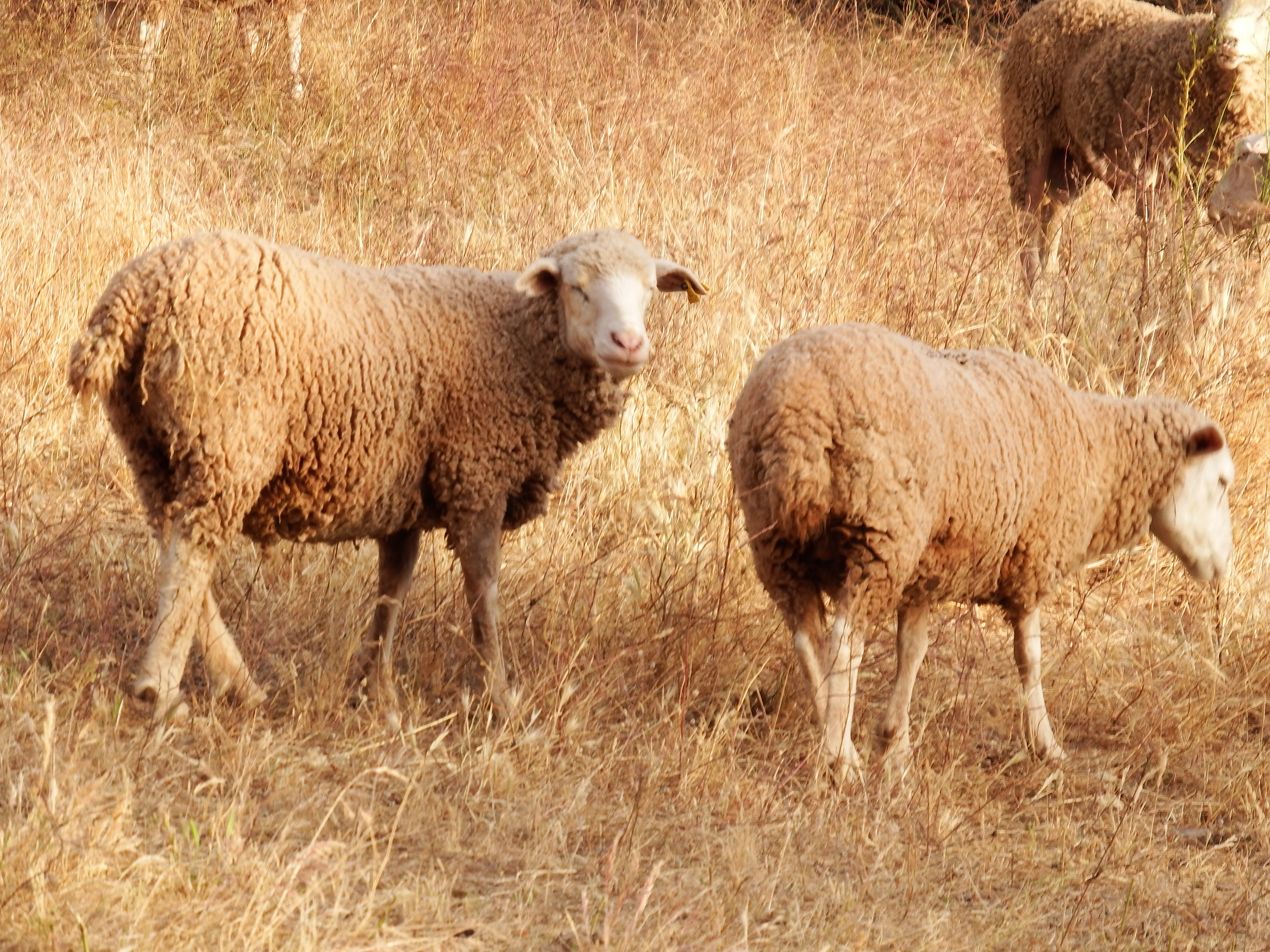
Ganado ovino en Hinojales

Hinojales significa "terreno donde abunda el hinojo". El topónimo es de origen castellano, significando este que la fundación de éste fue realizada tras la conquista o porque un núcleo de población que ya existía fue rebautizado. Se inicia un proceso de inmigraciones, con repoblaciones provenientes de Galicia y León, lo que se manifiesta todavía en la toponimia y en las costumbres. Hinojales consigue la emancipación de Aracena a principios del siglo XVI, según el historiador Manuel de Jesús Martín.
Históricamente, se ha desarrollado una agricultura muy variada en el pequeño valle que hay junto al municipio, aprovechando así el agua proveniente del manantial "Fuente Vieja". En las huertas se cultivaban productos hortofrutícolas para el auto-consumo, también cereales y olivos donde las zonas tenían mayor pendiente. La economía de este pueblo se completaba con la ganadería y las dehesas.
Actualmente, la economía sigue girando en torno al olivar y la ganadería. La matanza del cerdo se convierte en un elemento importante para la población, castigada también por la emigración.
Entre las personas más destacadas cabe mencionar a Petriga hijo adoptivo del municipio:)